# André Piganiol
André Piganiol fue un arqueólogo e historiador francés nacido el 17 de enero de 1883 y fallecido el 24 de mayo de 1968.
Estudió en la Escuela Normal Superior de París desde 1903 y posteriormente formó parte de la Escuela Francesa de Roma de 1906 a 1909. En 1919 ejerció como profesor de la Universidad de Estrasburgo y posteriormente en la Sorbona de París en 1929, así como en el Collège de France en 1942.
En 1934 escribió una de sus obras más sobresalientes, Historia de Roma, considerada «un cuadro completo de la historia política y militar de la Roma clásica, con alusión a los hechos más significativos en el plano cultural, literario y artístico de cada período estudiado».
Componente del equipo de redacción de la revista Annales d'histoire économique et sociale, en 1945 fue elegido miembro de la Academia de las inscripciones y lenguas antiguas.

## Obra
Es escritor de múltiples estudios especializados en la historia romana. Algunos de sus títulos son:
- L’Impôt de capitation sous le Bas-Empire (El impuesto de capitación en el marco del Imperio Romano) (1916)
- Essai sur les origines de Rome (Ensayo sobre los orígenes de Roma) (1917)
- Recherches sur les jeux romains: notes d'archéologie et d'histoire religieuse (Investigación sobre los juegos romanos: notas de arqueología e historia religiosa) (1923)
- La Conquête romaine (La conquista romana) (1927)
- Esquisse d'histoire romaine (Esbozo de la historia romana) (1931)
- L'Empereur Constantin (El emperador Constantino) (1932)
- Histoire de Rome (Historia de Roma) (1934)
- L'Empire chrétien, 325-395 (El Imperio cristiano, 325-395) (1947)[4]
- Les Documents cadastraux de la colonie romaine d’Orange (Los documentos catastrales de la colonia romana de Orange) (1962)
- Le Sac de Rome : vue d'ensemble (El saco de Roma: Una visión general) (1964)
- Scripta varia (3 volúmenes, 1973)